# Amomum compactum
Amomum compactum är en enhjärtbladig växtart som beskrevs av Daniel Carl Solander och William George Maton. Amomum compactum ingår i släktet Amomum och familjen Zingiberaceae. Inga underarter finns listade i Catalogue of Life.

## Bildgalleri

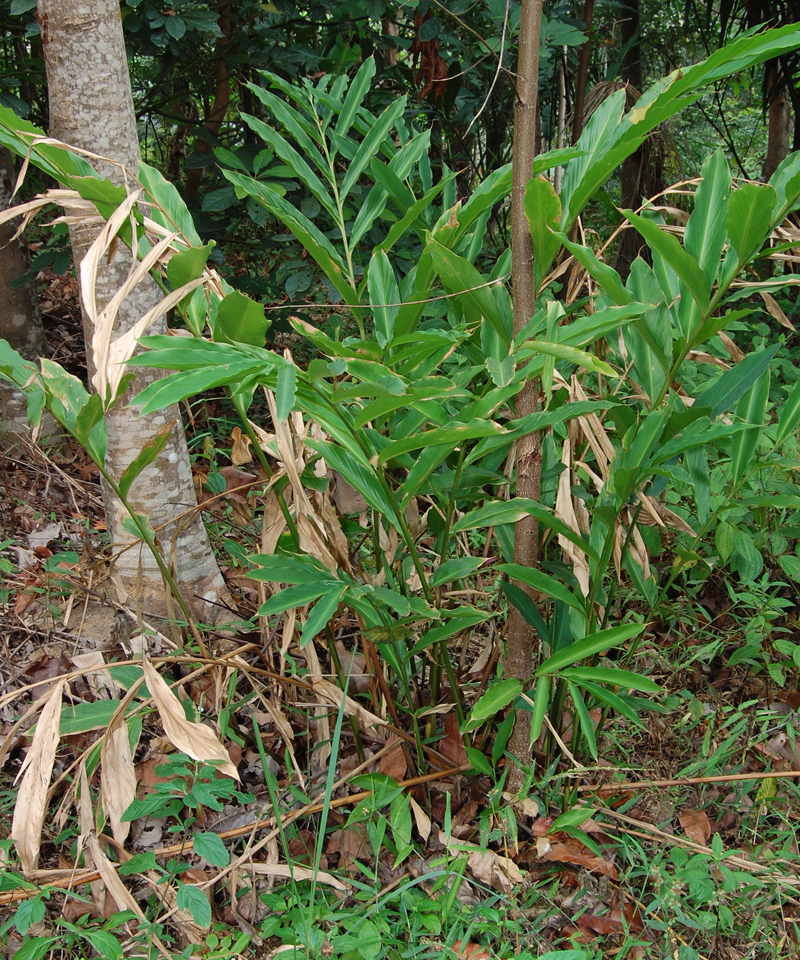
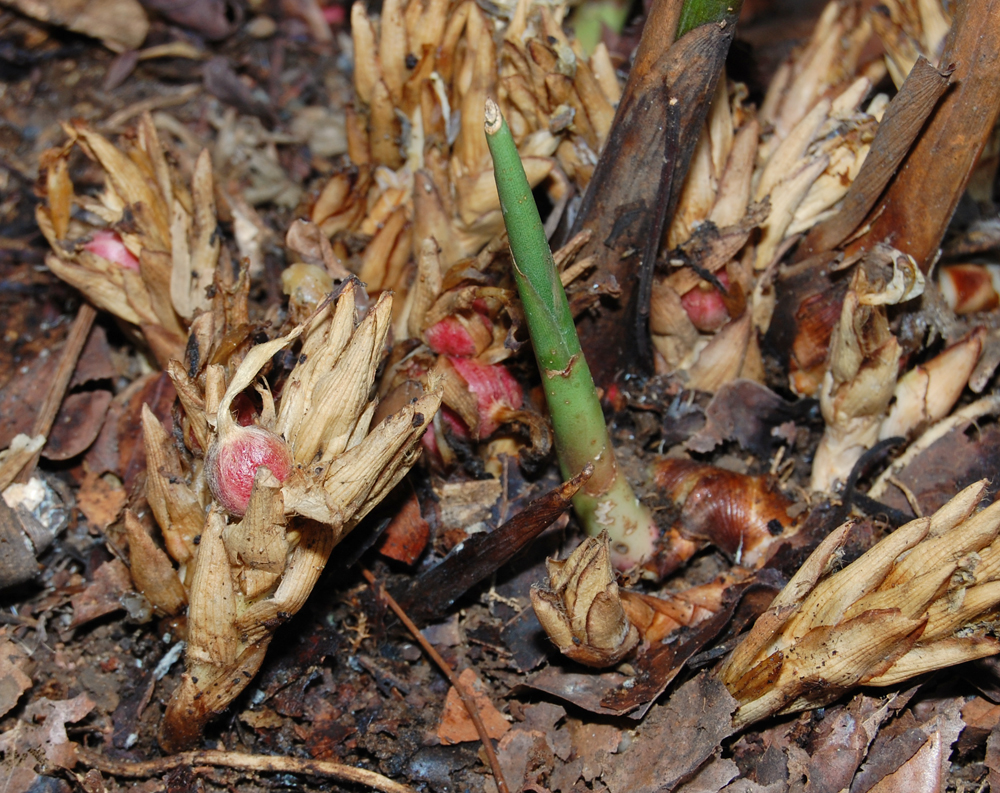
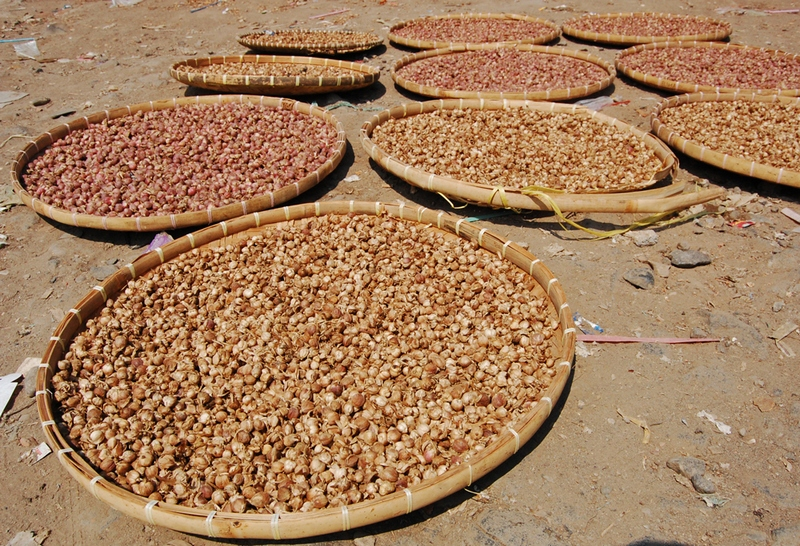
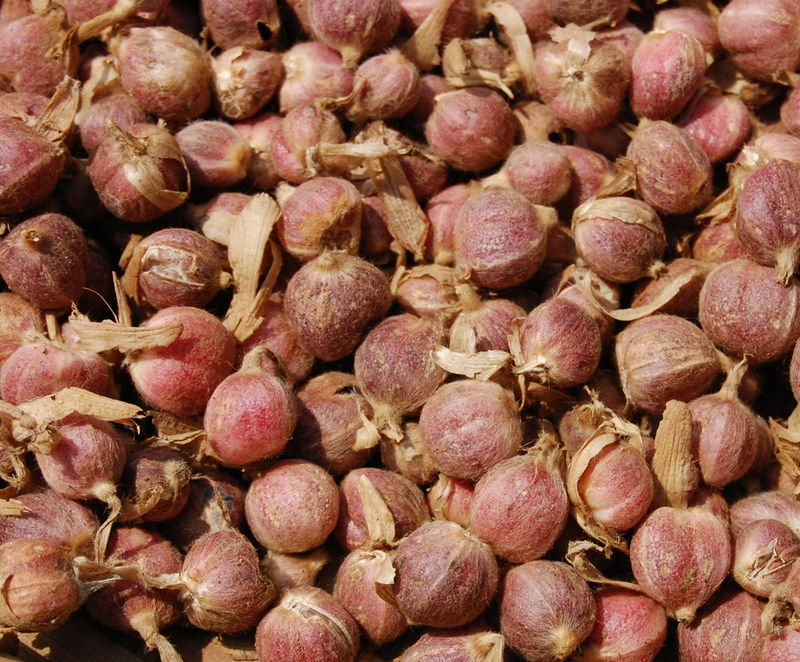
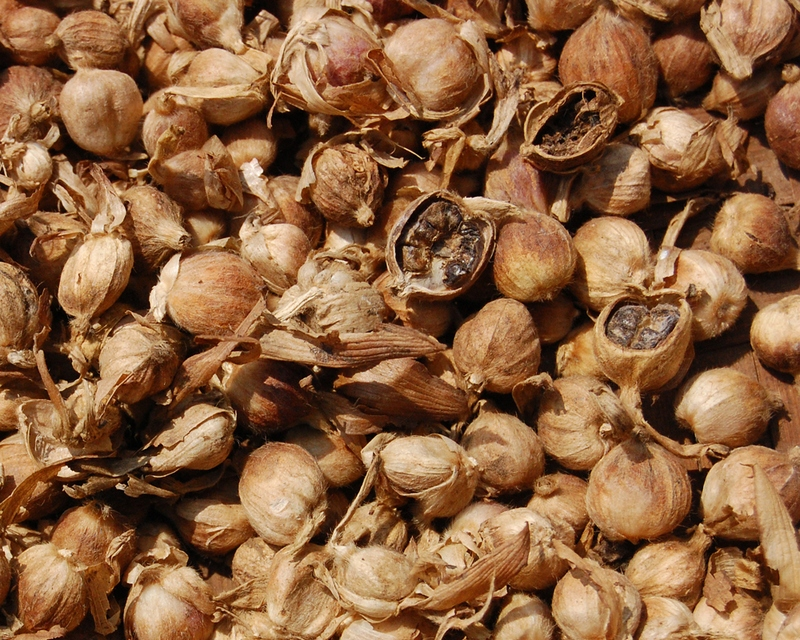
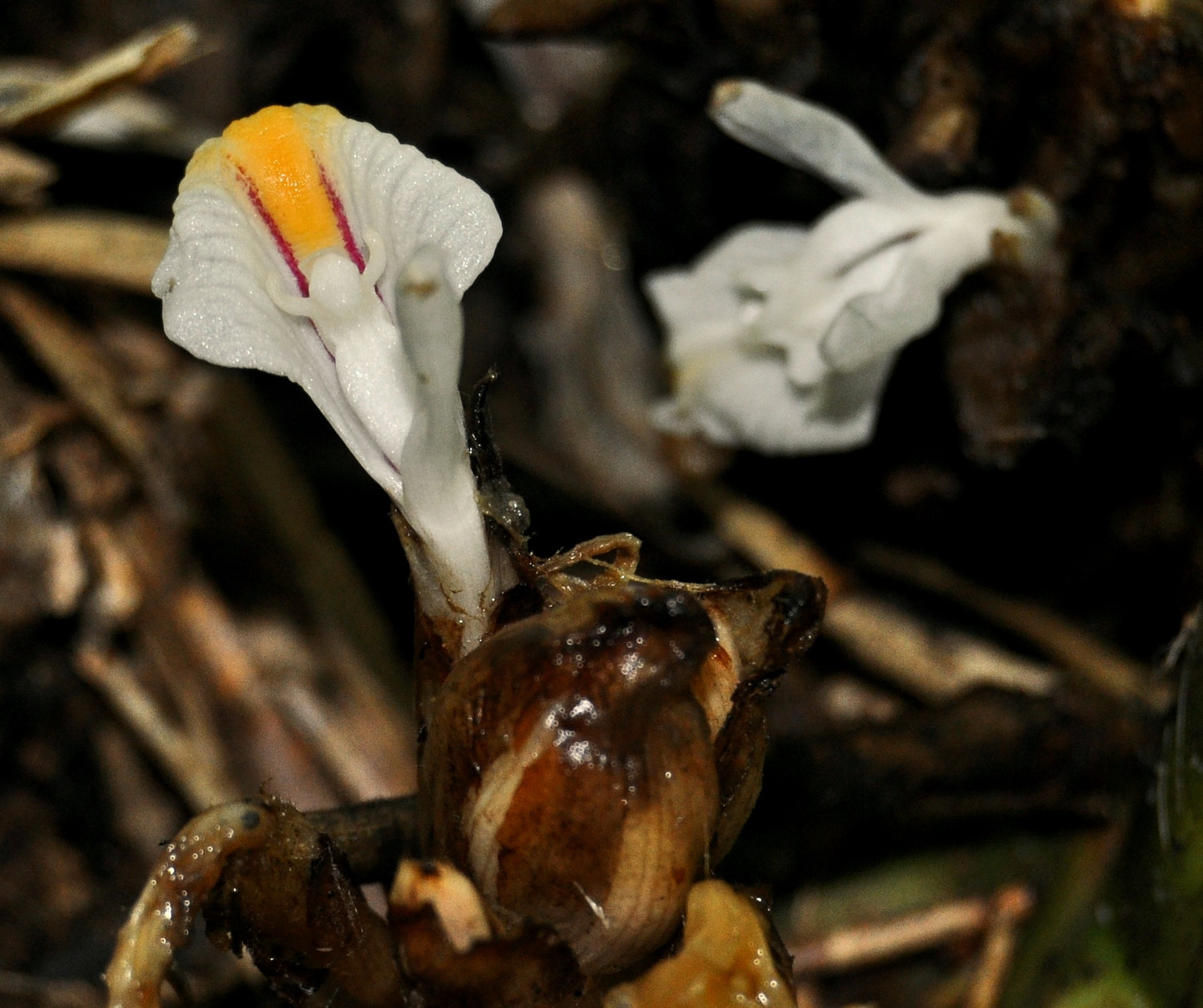